# Ponteland
Ponteland – wieś w Anglii, w hrabstwie Northumberland. Leży 12 km na północny zachód od miasta Newcastle upon Tyne i 408 km na północ od Londynu. W 2001 miejscowość liczyła 10 871 mieszkańców.